# Taeniopetalum arenarium
Taeniopetalum arenarium är en växtart i släktet Taeniopetalum och familjen flockblommiga växter. Den beskrevs av Franz de Paula Adam von Waldstein-Wartemberg och Pál Kitaibel som Peucedanum arenarium, och fick sitt nu gällande namn av Vadim Nikolajevitj Tichomirov 1987.
Arten är en perenn ört som växer från östra Centraleuropa till västra Ukraina. Utöver nominatformen har den två accepterade underarter: T. arenarium subsp. borystenicum och T. arenarium subsp. neumayeri.